# F.R.P. Model 45
Der F.R.P. Model 45 von 1914 bis 1916 war ein sportlicher, US-amerikanischer Personenwagen der höchsten Preis- und Leistungsklasse. Hersteller war die Finley Robertson Porter Company.

## Finley Robertson Porter Company und F.R.P.

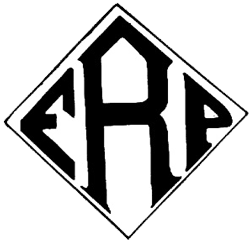
Markenlogo

Finley Robertson Porter (1871–1964) ist der Konstrukteur des überaus erfolgreichen Sport- und Rennwagens Mercer Type 35 Raceabout mit T-Kopf-Motor. 1914 gründete er die Finley Robertson Porter Company in Port Jefferson (Suffolk County auf Long Island, Bundesstaat New York).
Nur eine kleine Zahl von Fahrzeugen konnte hergestellt werden, ehe das Unternehmen 1916 an die US-Regierung zur Herstellung von Rüstungsmaterial, insbesondere Flugzeugmotoren, verkauft wurde. Eine Version mit Vierventiltechnik scheint nicht mehr zur Ausführung gekommen zu sein, doch erlebte das Modell mit dem Porter model 45 resp. 46 eine Neuauflage.

## Modellgeschichte
Das Model 45 wurde in der Fachwelt sehr gut aufgenommen. Die kurze Entwicklungszeit und die knappen Ressourcen legen nahe, dass Model 45 technisch eng verwandt war mit dem Rennwagen Porter-Knight. Darauf deutet auch der gemeinsame Radstand des kürzesten Model 45, Series A hin. Porter schöpfte die damals bekannten Methoden des Leichtbaus konsequent aus; sowohl Fahrgestell wie Motor waren massiv gebaut, aber verhältnismäßig leicht.

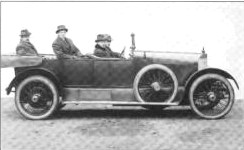
F.R.P. Model 45 Series B Holbrook 7-passenger Touring (1915)

In der kurzen Zeit ihres Bestehens baute die Finley Robertson Porter Company nur dieses eine Modell, das in drei Serien erhältlich war. Diese unterschieden sich einzig durch Radstand und Werkskarosserien voneinander. Bezüglich des Radstands gibt es – aus guten Quellen – unterschiedliche Angaben. Während unbestritten ist, dass Radstände mit 110, 130 und 140 Zoll (2794, 3302 resp. 3556 mm) erhältlich waren, und dass Series A das kürzeste Modell bezeichnet, ist die Zuordnung der Serien B und C nicht eindeutig. Die meisten Quellen nennen Series B mit dem 130-Zoll-Fahrgestell und Series C mit 140 Zoll. Andere Quellen sehen das umgekehrt. Diese Sicht deckt sich auch mit der abgebildeten Einführungsanzeige des Herstellers selber. Demnach hatte Series C das 130-Zoll-Fahrgestell und Series B jenes mit 140 Zoll. Weil diese Auslegung somit durch den Hersteller selber abgedeckt ist, folgt ihr auch dieser Artikel.

## Technik
Der Besitzer des einen bekannten F.R.P., das Seal Cove Auto Museum, Mount Desert Island, Maine nennt 454 c.i., 100 bhp Leistung, einen Verkaufspreis von US$ 8.000.- mit der Brewster Touring-Karosserie (etwa das doppelte eines Packard Twin Six mit vergleichbarer Leistung und ähnlicher Karosserie).
- F.R.P. Series 45 Model A: 110 Zoll Radstand, Raceabout, Fahrgestell 5000 $
- F.R.P. Series 45 Model B: 130 Zoll Radstand, Runabout, Fahrgestell 6500 $
- F.R.P. Series 45 Model C: 140 Zoll Radstand, 7 passenger Touring, Fahrgestell 6800 $

### Motor
Der Motor war als sehr großer, wassergekühlter Vierzylinder ausgelegt und wog nur 580 lb (ca. 260 kg). Er bestand überwiegend aus Aluminiumlegierungen. So auch der aus einem Stück gegossene Motorblock. Überdies waren Kurbelwelle, Nockenwelle und sogar die Ventilstößel hohl resp. mit Bohrungen zur Gewichtsreduktion versehen. Der Motor wird als valve-in-head, also mit hängenden Ventilen beschrieben, gleichzeitig wird erwähnt, dass die Nockenwelle ebenfalls oben angebracht war. Somit trifft die heutige Bezeichnung OHC-Ventilsteuerung auf diese Konstruktion zu. Die Wirkung der Ventilfedern auf die Kipphebel wird mit zusätzlichen Federn verstärkt.
Der Nockenwellenantrieb erfolgt mittels einer vorn an der Kurbelwelle senkrecht angebrachten Welle mit Schneckenantrieb in einem Ölbad. Pro Zylinder gibt es je ein über Kipphebel gesteuertes Ein- und Auslassventil. In geschlossenem Zustand bilden die Ventile einen hemisphärischen Abschluss des Brennraums. Die Kurbelwelle aus Chrom-Vanadiumstahl ist dreifach gelagert.
Die Motorschmierung erfolgt kombiniert mittels Ölpumpe und Schleuderschmierung. Der Öldruck ist am Armaturenbrett ablesbar.
Die Wasserkühlung arbeitet mit einer Zentrifugalpumpe. Der V-förmige Bienenwabenkühler war eine Spezialanfertigung von Mayo für den F.R.P. mit einer Kühlfläche von 20 × 26 Zoll (ca. 51 × 66 cm).

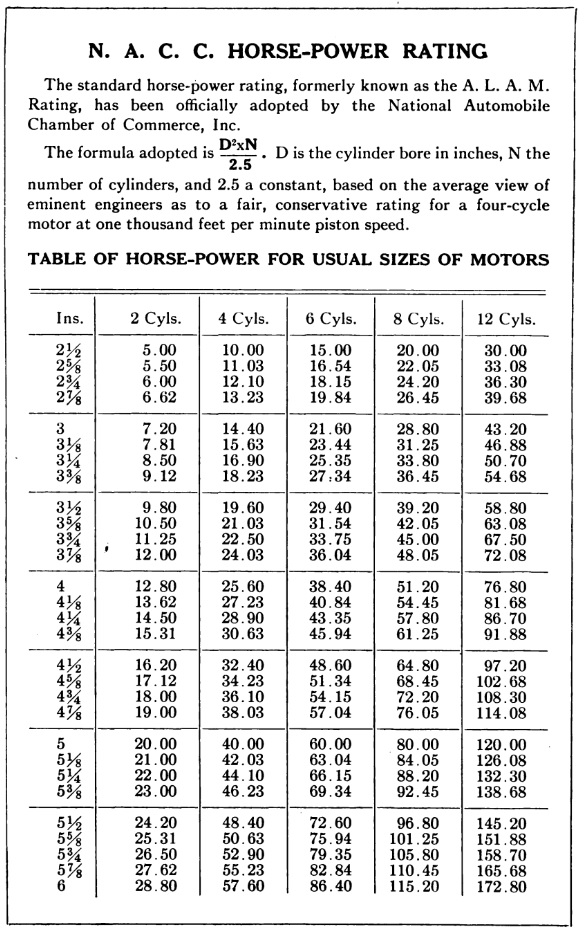
N.A.C.C.-Rating 1916–1917. Diese Werte wurden 1903 eingeführt und blieben bis auf die Aufnahme von Zwölfzylindern unverändert.

Zur Zylinderbohrung und demzufolge auch zum Hubraum gibt es leicht abweichende Angaben. Die meisten Quellen nennen eine Bohrung von 4,6 Zoll (116,84 mm) und einen Hub von 6,75 Zoll (171,45 mm). Daraus ergibt sich ein Hubraum von 448,7 c.i.
(7353 cm³). Alternativ wird eine Bohrung von 4⅝ entsprechend 4,625 Zoll (117,475 mm) genannt; bei gleichem Hub ergibt das 453,6 c.i. (7433 cm³) oder gerundet 454 c.i. Diesen Hubraum nennen mehrere Quellen. Es ist nicht direkt nachprüfbar, welche Angabe korrekt ist. Einen Hinweis liefert aber das aus Bohrung und Zylinderzahl errechnete N.A.C.C.-Rating, das mit 33,86 HP vermerkt ist. Laut Tabelle ergibt eine Bohrung von 4½ Zoll 32,40 HP und von 4,625 Zoll resp. 4⅝ Zoll 34,23 HP.
Als Vergaserlieferanten finden sich Stewart-Warner, Longemare, Zenith und Long für das Vierventilmodell.

#### Elektrik
Der F.R.P. erhielt eine elektrische Anlage mit 12 Volt Spannung für Zündung, Lichtmaschine und Anlasser von American Bosch, New York. Als Zündanlage wird eine Zweipunkt-Hochspannungs-Magnetzündung vermerkt. Die 50-Ampere-Batterie wurde von Willard geliefert.

#### Leistungsangaben
Der F.R.P. soll eine Geschwindigkeit von 88 mph (über 140 km/h) erreicht und 12 bis 14 mpg (zwischen ca. 17 und 20 l/100 km) verbraucht haben. Diese Höchstgeschwindigkeit wurde gemäß Bericht in The Automobile bei Tests mit dem Prototyp auf dem Long Island Motor Parkway erreicht, auf dem auch der Vanderbilt Cup ausgetragen wurde.
Vierventiltechnik und Leistungen bis 170 bhp werden gelegentlich genannt. The Old Motor erwähnt einen Bericht in The Motor Age vom 31. März 1917, wonach ein Vierventilkopf entwickelt werden sollte. Der Bericht liegt nicht vor; eine tatsächliche Realisierung ist nicht nachweisbar. Immerhin scheinen diese Daten Eingang in manche Nachschlagewerke gefunden zu haben. Das ist verwirrend, denn die Produktion endete ja 1916 und wurde nicht wieder aufgenommen. Der spätere Porter wurde aus Komponenten gebaut, die für den F.R.P. beschafft worden waren.

### Kraftübertragung
Die Kraftübertragung erfolgt über ein konventionelles Viergang-Schaltgetriebe mit außen angebrachtem Schalthebel, dessen oberster Gang direkt ausgelegt ist. Ferner wird eine Einscheiben-Konuskupplung verwendet. Die Kardanwelle wird zu einem als Kegelradgetriebe ausgeführten Differential geführt.
Je nach Modell werden Hinterachsübersetzungen 2,25 : 1, 2,6 : 1 und 3 : 1 genannt.

### Fahrgestell und Aufhängung
Das Fahrzeug ist als Rechtslenker ausgelegt.
Zum Fahrgestell wird erwähnt, dass es ebenfalls aus Chrom-Vanadiumstahl besteht. Henry Fords Metallurge Childe Harold Wills hatte eine solche Legierung für das Ford Modell T entwickelt. Zeitgenössische Illustrationen zeigen einen massiven konventionellen Leiterrahmen mit Starrachsen vorn und hinten. An der Hinterachse sind Halbelliptik-Blattfedern belegt, an der Vorderachse auf Abbildungen sichtbar. Die Hinterachse wird als full floating beschrieben. Demnach ist sie so konstruiert, dass ihre Halbwellen von Querkräften befreit sind. Das äußere Wellenende steckt in der Radnabe.
Die Fußbremse wirkt auf Trommeln an der Hinterachse und der außen am Fahrgestell angebrachte Handbremshebel auf eine weitere Bremstrommel am Getriebe.
Wie fast alle Komponenten fertigte F.R.P. auch die Schneckenlenkung selber. Es standen drei Fahrgestelle mit unterschiedlichem Radstand zur Wahl: Series A mit 110 Zoll (2794 mm), Series C mit 130 Zoll (3302 mm) und Series B mit 140 Zoll (3556 mm).
Vermerkt werden sowohl Artillerieräder wie auch Drahtspeichenräder. Vorgesehen waren Räder der Dimension 36 ×5 Zoll; üblich in dieser Wagenklasse waren demountable rims, also ein abnehmbarer Felgenkranz.

### Karosserien

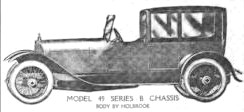
F.R.P. Model 45 Series B Holbrook Town Car (1916)

Die längeren Ausführungen, insbesondere jenes mit 140 Zoll Radstand, waren weniger für sportliche Wagen gedacht, obwohl ab Werk auch ein siebensitziger, offener Touring erhältlich war. Meist dienten sie als Basis für geschlossene Repräsentationswagen. Holbrook lieferte die im Katalog abgebildeten Touring und Town Car. Für Kunden, die einen individuellen Aufbau wünschten, war auch das nackte Fahrgestell lieferbar, das beim Karosseriebauer ihrer Wahl eingekleidet wurde. So trägt einer der beiden erhaltenen F.R.P. einen Aufbau von Brewster. Dieses Fahrzeug soll US$ 8000,- gekostet haben, wovon US$ 3000,- auf die Karosserie entfielen. Ungewöhnlich ist, dass dieser Siebensitzer nur zwei Türen hat. Der Zugang zur Frontsitzbank erfolgt durch eine Türe auf der linken Seite, der Fahrer musste auf die rechte Seite hinter das Lenkrad rutschen. Den direkten Zugang versperrten die außen angebrachten Hebel für Gangschaltung und Handbremse. Die hinteren Sitze waren über eine zweite Türe auf der rechten Seite zugänglich.
Im Verkaufskatalog von 1918 fanden sich vier Karosserien von Holbrook, darunter ein Town Car, ein Touring und ein Speedster.

## Übersicht Model 45
| Modell (N.A.C.C.-Rating) | Bauzeit   | Motorenhersteller, -bauform, Ventilsteuerung | Hubraum                 | Leistung         | Radstand          | Karosserie                          | Preis       |
| ------------------------ | --------- | -------------------------------------------- | ----------------------- | ---------------- | ----------------- | ----------------------------------- | ----------- |
| Series A (33,86 HP)      | 1914–1916 | F.R.P., R4, OHC-Ventilsteuerung              | 448,7 cu in (7.353 cm³) | 100 PS (73,5 kW) | 110 in (2.794 mm) | Raceabout Speedster, 2 Sitze        | ab 5000 US$ |
| Series C (33,86 HP)      | 1914–1916 | F.R.P., R4, OHC                              | 448,7 cu in (7.353 cm³) | 100 PS (73,5 kW) | 130 in (3.302 mm) | Runabout, 2 Sitze                   | ab 6500 US$ |
| Series B (33,86 HP)      | 1914–1916 | F.R.P., R4, OHC                              | 448,7 cu in (7.353 cm³) | 100 PS (73,5 kW) | 140 in (3.556 mm) | Touring, 7 Sitze; Town Car, 2 Sitze | ab 6800 US$ |

## Produktionszahlen
Über die Stückzahl gibt es keine genauen Zahlen. Fest steht, dass Material für 10 Fahrzeuge eingekauft worden ist. Hergestellt wurden, je nach Quelle, zwischen 3 und 12 Stück; das Seal Cove Museum nennt neun. Vom Runabout sollen zwei Exemplare gebaut worden sein. Die niedrigen Stückzahlen sind einerseits der Fertigung praktisch aller Bestandteile im Haus und der abgebrochenen Produktion nach der Übernahme durch die Regierung geschuldet.

## F.R.P. Model 45 heute
Lange vermutete man, dass kein F.R.P. mehr existiere. Mittlerweile sind zwei Fahrzeuge bekannt: Ein sehr früher Speedster Series A von 1914 und ein Touring Series B von 1915.
Der bekanntere ist ein Series B mit der Fahrgestellnummer 5. Er hat eine siebensitzige, zweitürige Touring-Karosserie von Brewster. Dieses Fahrzeug wurde im In Oktober 1975 von Tom Dawson für die Sammlung von William F. Harrah (1911–1978) erworben. Jahrelang hatte ein F.R.P. zuoberst auf dessen Suchliste gestanden und er hatte sogar eine Belohnung ausgesetzt. 1977 wurde das Fahrzeug in der Werkstatt seines Museums restauriert und dokumentiert. Diese Sammlung mit bis zu 1400 Fahrzeugen, darunter vielen Einzelstücken wie diesem F.R.P., gilt als das weltweit größte dieser Zeit, die im Hause vorgenommenen Restaurierungen setzten Maßstäbe. In stark verkleinerter Form existiert die Sammlung noch heute als National Automobile Museum (William Harrah Collection). Nach Harrahs Tod wurde sein Unternehmen, zu dem auch die Autosammlung gehörte, verkauft. In seinem Buch Harrah’s Automobile Collection, One man’s tribute to the great automobiles of the World beschreibt Dean Batchelor den Ankauf für die Sammlung. Das Fahrzeug war auch Gegenstand eines Artikels in Harrahs Unternehmenszeitung Harrahscope (Harrah’s Finds ‘Most Wanted’ Auto; Elusive F.R.P. Touring). In der Folge wurde ein großer Teil der Sammlung an mehreren Auktionen versteigert. Verkauft wurden auch ein Bugatti Royale und dieser F.R.P. Es folgten mehrere Besitzerwechsel. Das Fahrzeug gehörte zeitweilig zur Sammlung des renommierten Collier Automotive Museum in Naples (Florida). Nachdem das crème- und grünfarbene Fahrzeug 1993 in einem Markenartikel über F.R.P. in Automobile Quarterly, Vol. 31, Nr. 4, vorgestellt worden war, kam es 1994 ins Seal Cove Auto Museum auf Mount Desert Island (Maine). Das Museum hat sich nach eigenen Angaben auf historische Fahrzeuge zwischen 1895 und 1917 spezialisiert.
Das zweite erhalten gebliebene Fahrzeug ist ein schwarz lackierter Series A Raceabout. Über diesen Rennsportwagen ist wenig bekannt; 2002 war er auf einem Händlerstand an der Rétromobile ausgestellt, einer der bedeutendsten Messen für Veteranen- und Sammlerfahrzeuge in Europa. Laut Verkäuferangaben soll das Fahrzeug aus dem Reservebestand der Harrah-Sammlung stammen.

## Porter Model 45 und 46

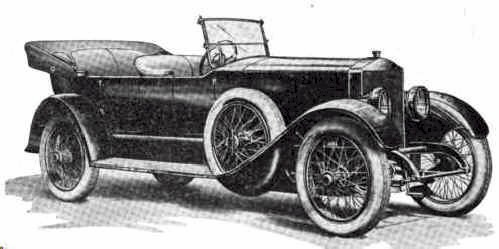
Porter Model 45 7-passenger Touring (1919)

Nach dem Krieg wurde Porter Chefingenieur von Curtiss in Garden City (New York). Sein Auto wurde als Porter Model 45 und 46 von der American & British Manufacturing Corporation in Bridgeport (Connecticut) von 1919 bis 1922 produziert. Nun mit 125 HP und mit einem einheitlichen Chassis von 142 Zoll (3607 mm) Radstand. Das Chassis alleine kostete US$ 6750,-, dazu kamen Karosseriepreise bis US$ 10.000,-. 36 Chassis wurden in diesen drei Jahren ausgeliefert.